# Брано Миљуш
Бранo Миљуш (Сански Мост, 15. јануар 1950)  је професор, бивши политичар и дипломата. Његова биографија обухватила различите политичке сфере, од комунистичког функционера до мандатара за састав Владе Републике Српске. Током своје каријере био је активан на различитим позицијама, како у политичком животу Југославије, тако и након њеног распада.
Његов син је Бранко Миљуш, функционер Странке слободе и правде.

## Образовање
Своје образовање започео је у родном граду, где је завршио гимназију. Након тога, уписује Факултет политичких наука "Вељко Влаховић" у Сарајеву, где је стекао диплому и касније изабран за асистента, а потом и за вишег асистента на истом факултету, у периоду од 1974. до 1980. године.
Од 2003. до 2014. године радио је као доцент, а касније и ванредни професор на Паневропском универзитету у Бањалуци, где је предавао међународно право и право Европске уније. Поред тога, предавао је и на београдском Сингидунуму, где је предавао предмете везане за међународно право и право ЕУ.
2006. године добио је признање Министарства иностраних послова Краљевине Данске и Агенције за унапређење државне управе, као међународни експерт ИЦМПД (Међународног центра за развој миграција и политичких студија). Ово престижно признање је додељено због његовог доприноса у области међународних односа, миграција и развоја државне управе.

## Политичка каријера
У својој раној политичкој каријери, Миљуш је био повезан са омладинском организацијом и Савезом комуниста, те је остварио контакте са значајним личностима тог времена.
Обављао је функције предсједника омладине БиХ (ССОБИХ), потом и секретара Градског комитета Савеза комуниста Сарајева.
Брано Миљуш је био последњи носилац Титове штафете, која је 1980. године, након смрти Јосипа Броза Тита, била спуштена на његов одар. Одлука да баш Миљуш, тадашњи председник омладине Босне и Херцеговине, буде задужен за тај симболични тренутак, на дан сахране, донета је јер је штафета у тренутку Титове смрти била у Босни и Херцеговини, те је њен пут практично заустављен.
Одлука о томе да Миљуш буде тај који ће штафету положити на Титов одар донета је на Председништву Савеза комуниста Југославије, а обавестио га је Никола Стојановић, тадашњи члан председништва.
Од 1980. до 1989. године, радио је у Министарству спољних послова Југославије, где је обављао значајне функције, укључујући позицију заменика министра. Током овог периода, био је активан и у политичком животу Југославије, јер је такође био посланик у Савезној Скупштини Социјалистичке Федеративне Републике Југославије (СФРЈ). 
Тај период био је време великих политичких и друштвених промена, како на глобалном нивоу, тако и унутар Југославије, која се суочавала са све већим изазовима у последњим годинама постојања.

#### Афера фалсификовања дипломе
Због сукоба око позиције асистента на Правном факултету, други претендент на ту позицију, Војислав Шешељ оптужио је Миљуша да је у свом магистарском раду фалсификовао Едварда Кардеља.
Сукоб између Војислава Шешеља и Бране Миљуша, који је имао подршку најзначајних политичара БиХ у том периоду - Хамдије Поздрерца и Бранка Микулића, постао је озбиљан политички и академски инцидент, који је довео до даљих компликација. Шешељ је доказао да је Миљуш плагирао свој дипломски рад. Потврдило је то и Наставно-научно вијеће Факултета политичких наука. Међутим, иако је академска инстанца утврдила плагијат, то није изазвало велике последице за Миљуша. Став из Савеза комуниста Југославије (СКЈ) био је "Не таласати у јавности". 
Шешељеве дисидентске позиције и бескомпромисност су претвориле овај политички сукоб у кривични и исходиле његовим избацивањем са Факултета, праћењем од стране Службе државне безбедности и коначно, затворском казном у трајању од 8 година. Осуђен је 9. јула 1984. године, због деловања са, како је наведено у пресуди судије Милорада Потпарића, „анархолибералистичких и националистичких позиција” чиме је починио „кривично дело контрареволуционарног угрожавања друштвеног уређења”. Као доказни материјал у судском процесу коришћени су искази сведока о приватним разговорима и необјављени текст одговора на анкету-интервју под насловом „Шта да се ради?”.
Одлуком Врховног суда СФРЈ, казна му је смањена на 6, потом на 4, па на 2 године. У затвору у Зеници провео је 22 месеца, од чега више од 6 месеци у самици. На раније пуштање из затвора 1986. утицали су бројни протести и петиције интелектуалаца из свих крајева СФРЈ (међу којима и пуно његових каснијих оштрих политичких противника), његов штрајк глађу, а вероватно и интересовање стране штампе за његов случај.
Овај догађај, који је за Шешеља био кључан тренутак сукоба са партијским системом, поставио је темеље за његов даљи политички успон, који је, како се касније показало, довео до његових радикалних ставова и политичког ангажмана на крајњој десници.

#### Мандатар са састав Владе Републике Српске
Са почетком ратних дешавања, емигрирао је из Сарајева и сместио се у Београд. У то време је започео свој однос са политичким круговима СР Југославије. 
Његово име поново је постало релевантно крајем 1990-их, када је био предложен за мандатара за састав Владе Републике Српске. 
31. децембра 1998. године Никола Поплашен, председник Републике Српске, на изненађење јавности, предложио је Брану Миљуша са састав нове владе. У то вријеме Миљуш је био члан Странке независних социјалдемократа, коју је водио, у то вријеме политички противник Поплашена и премијер из ранијег сазива Владе Милорад Додик.
Реакција СНСД-а било је искључење Миљуша из чланства. Иако је био избачен из своје дотадашње странке, Миљуш је настојао да састави владу која би одражавала шири консензус, али није успео да обезбеди потребну политичку подршку. Миљуш је у том периоду критиковао тадашњег премијера Милорада Додика, оптужујући га за властољубивост и корупцију.
Основао је нову партију Странку независних социјалдемократа Републике Српске, која није имала значајни политички утицај и убрзо је угашена.